# 何塞·德保拉
何塞·阿爾韋托·德保拉·卡莫納（西班牙語：José Alberto de Paula Carmona，1988年3月4日—），為一名多明尼加職業棒球選手，效力於中華職棒中信兄弟，先前於美國職棒大聯盟效力於紐約洋基。

## 職業生涯

### 聖地牙哥教士
德保拉2006年以自由契約球員身分加盟圣迭戈教士系統。

### 舊金山巨人
德保拉2014年加入舊金山巨人。

### 紐約洋基
美國職棒紐約洋基（小聯盟－大聯盟，2015年）

### 石川百萬之星
德寶拉2017年加盟棒球挑戰聯盟石川百萬之星。

### 墨西哥聯盟
德保拉2018年加盟墨西哥棒球聯盟蒙特雷蘇丹，2019年被交易至獅子城勇士。

### 中信兄弟
2020年1月6日，德保拉加盟中華職棒中信兄弟。
2020年7月14日於台南棒球場對戰統一7-ELEVEn獅，該場比賽為5月26日的保留比賽，德保拉接續自己的投球將剩下七局投完，獲得一場紀錄上的完投勝，也幫助球隊取得上半季冠軍。
2021年12月1日，台灣大賽在台南棒球場對戰統一7-ELEVEn獅，原本於例行賽固定輪值先發投手的德保拉，被教練團安排第9局做為終結者登板，接替已投8局的先發投手華德茲（José Valdez），雖被敲兩支安打，但2次奪三振無失分，以5比0順利讓中信兄弟封王，奪得兄弟象轉手中信金融集團後的第一座總冠軍。
2023年5月20日於樂天桃園棒球場作客對戰樂天桃猿，主投六局責失3分，在隊友陳文杰的逆轉三分彈援護下拿下勝投，也是德保拉在中職生涯的第50勝，以85場出賽達成，刷新由王漢保持的紀錄（91場），成為中職最速50勝的締造者。
2024年10月19日，連續三次（2021年台灣大賽、2022年台灣大賽、2024年台灣大賽）在台灣大賽G1先發，並且都奪下先發勝，也成為中職史上第一位G1先發3勝0負的球員。

## 職棒生涯成績

### 美國職棒
| 年度 | 球隊     | 出賽 | 先發 | 勝投 | 敗投 | 中繼 | 救援 | 完投 | 完封 | 三振 | 四死 | 責失 | 投球局數 | 自責分率 | 被上壘率 |
| ---- | -------- | ---- | ---- | ---- | ---- | ---- | ---- | ---- | ---- | ---- | ---- | ---- | -------- | -------- | -------- |
| 2015 | 紐約洋基 | 1    | 0    | 0    | 0    | 0    | 0    | 0    | 0    | 2    | 4    | 1    | 3.1      | 2.70     | 1.80     |
| 合計 | 1年      | 1    | 0    | 0    | 0    | 0    | 0    | 0    | 0    | 2    | 4    | 1    | 3.1      | 2.70     | 1.80     |

### 中華職棒
| 年度 | 球隊     | 出賽 | 先發 | 勝投 | 敗投 | 中繼 | 救援 | 完投 | 完封 | 三振 | 四死 | 投球局數 | 責失 | 自責分率 | 被上壘率 |
| ---- | -------- | ---- | ---- | ---- | ---- | ---- | ---- | ---- | ---- | ---- | ---- | -------- | ---- | -------- | -------- |
| 2020 | 中信兄弟 | 27   | 26   | 16   | 9    | 0    | 0    | 1    | 0    | 192  | 59   | 174.1    | 62   | 3.20     | 1.16     |
| 2021 | 中信兄弟 | 26   | 25   | 16   | 4    | 0    | 0    | 2    | 0    | 187  | 36   | 178.0    | 35   | 1.77     | 0.99     |
| 2022 | 中信兄弟 | 24   | 24   | 14   | 4    | 0    | 0    | 3    | 3    | 158  | 33   | 162.0    | 44   | 2.44     | 1.02     |
| 2023 | 中信兄弟 | 27   | 27   | 10   | 9    | 0    | 0    | 0    | 0    | 139  | 50   | 173.1    | 68   | 3.53     | 1.32     |
| 2024 | 中信兄弟 | 20   | 20   | 10   | 5    | 0    | 0    | 0    | 0    | 91   | 29   | 127.0    | 43   | 3.05     | 1.09     |
| 2025 | 中信兄弟 | 9    | 9    | 5    | 3    | 0    | 0    | 0    | 0    | 33   | 7    | 52.1     | 16   | 2.75     | 1.15     |
| 合計 | 6年      | 133  | 131  | 71   | 34   | 0    | 0    | 6    | 3    | 800  | 214  | 867.0    | 268  | 2.78     | 1.12     |

- (粗黑體字為該年度最佳或最高成績)

## 外部連結
- 何塞·德保拉在美國職棒官網（英语）
- 何塞·德保拉在中華職棒官網
- 何塞·德保拉在Baseball-Reference.com（大聯盟）（英语）
- 何塞·德保拉在Baseball-Reference.com（小聯盟以及海外聯盟）（英语）
- 何塞·德保拉在ESPN（MLB）（英语）
- 何塞·德保拉在FanGraphs.com（英语）
- 何塞·德保拉在Retrosheet（英语）
- 何塞·德保拉在台灣棒球維基館上的頁面（繁體中文）

| 前任： 米蘭達 泰迪 猛登 | 中信兄弟開幕戰先發投手 2021年 2023年 2025年 | 繼任： 泰迪 猛登 最近一位 |
| 獎項                    |                                             |                           |
| 前任： 伍鐸             | 中華職棒總冠軍賽優秀球員獎（勝方） 2024年   | 繼任： 現任               |